# Mitsubishi AAM-4
Il Mitsubishi AAM-4 (Type 99 Air-to-Air Missile,  Kyūkyū shiki kūtaikū yūdōdan, 99式空対空誘導弾)  è un missile aria-aria a guida ARH (Active Radar Homing), prodotto dalla Mitsubishi Electric ed entrato in servizio nel 1999 nella Kōkū Jieitai, dove fu installato sui caccia McDonnell Douglas F-15J Eagle e Mitsubishi F-2.
Si tratta di un progetto completamente originale per la  realizzazione di un missile aria-aria dalle prestazioni superiori rispetto ai modelli già esistenti.

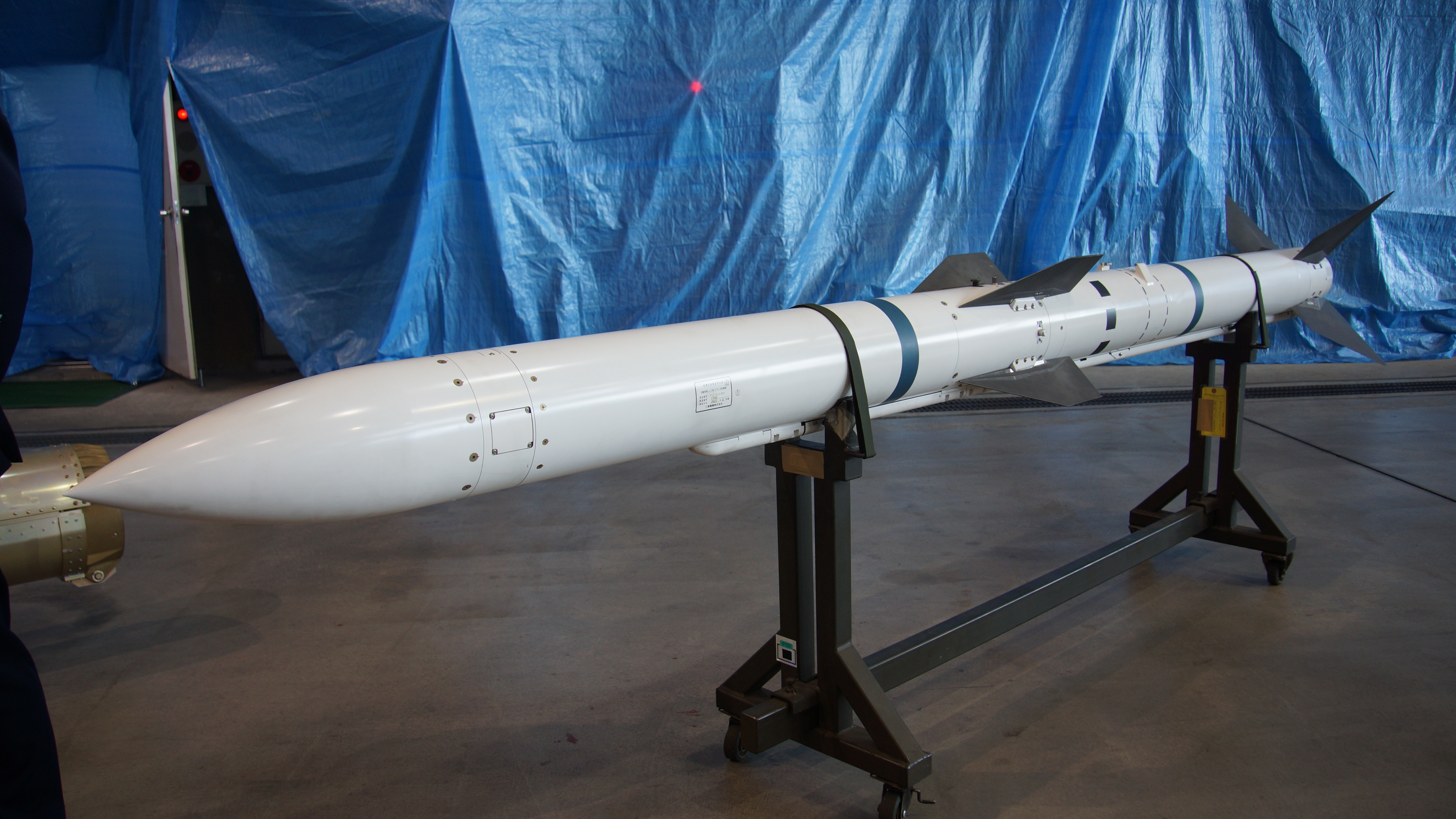
Un missile AAM-4 alla base aerea di Gifu.

## Storia del progetto

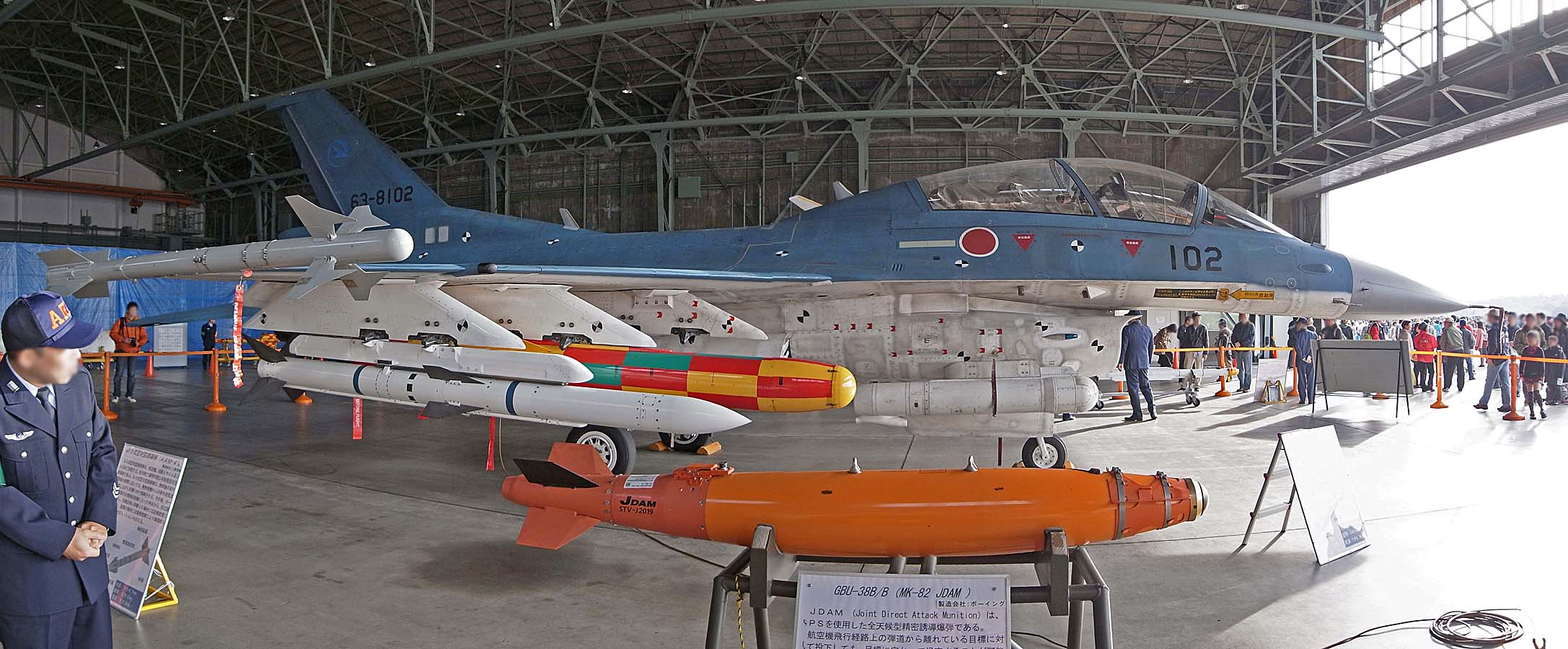
Un cacciabombardiere Mitsubishi F-2B armato con missili aria-aria AAM-4 e AAM-3.

Per la sostituzione dell'oramai datato missile aria-aria a guida SAHR AIM-7 Sparrow allora in servizio, il governo giapponese decise di avviare lo sviluppo di un missile di produzione nazionale, invece di adottare il nuovo prodotto americano Raytheon AIM-120 AMRAAM.

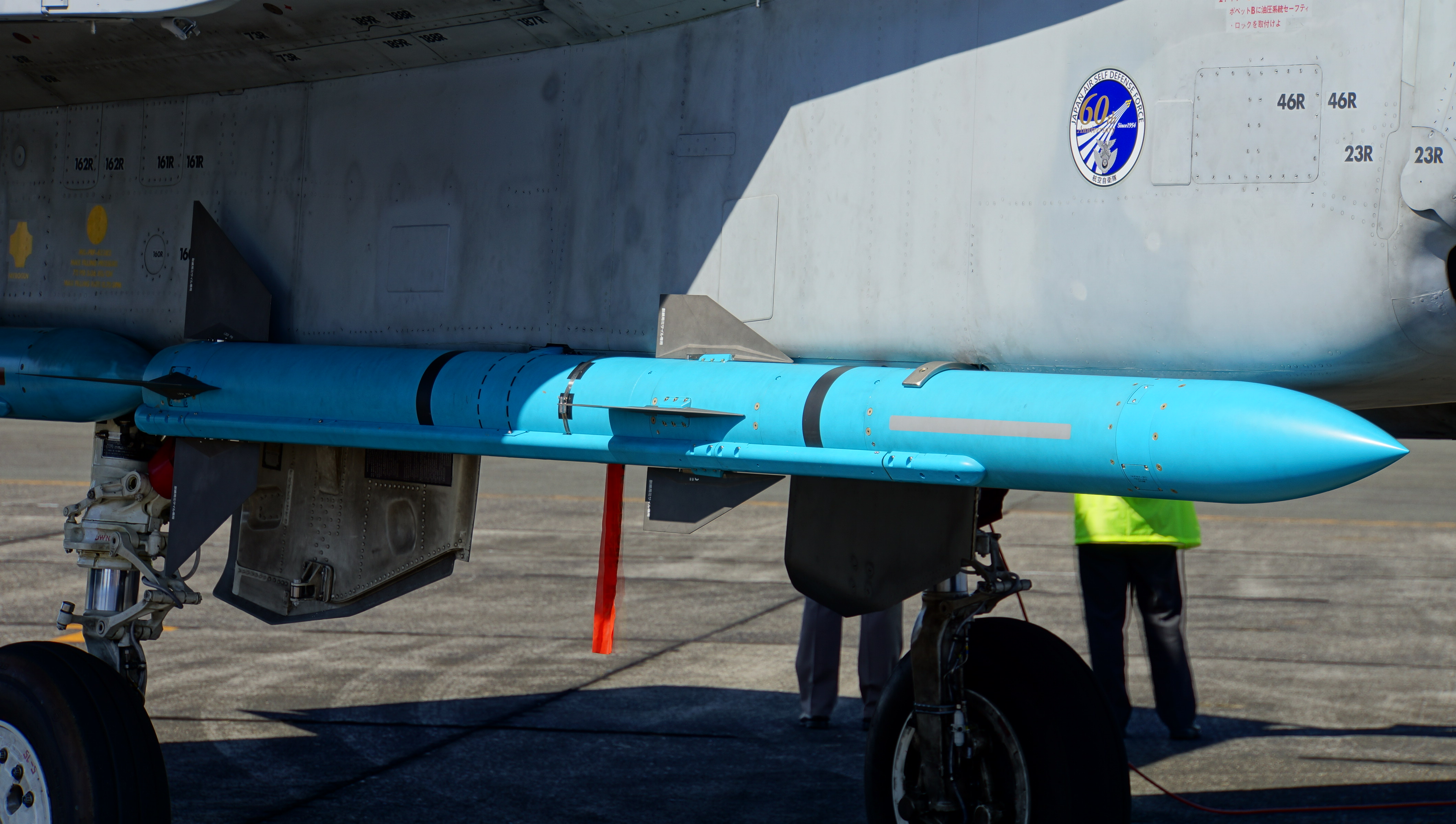
Il missile AAM-4 con una particolare colorazione blu agganciato a un caccia F-15J.

Invece che alla Mitsubishi Heavy Industries il contratto fu assegnato alla Mitsubishi Electric, e gli studi di fattibilità incominciarono nel 1985. Nel 1994, avvolto dalla più totale segretezza, la Mitsubishi Electric avviò lo sviluppo del missile, e il primo lancio sperimentale da terra del prototipo XAAM-4 fu effettuato l'anno successivo. La nuova arma ottenne il primo contratto di produzione nel 1998, con 50 missili per sperimentazioni e 50 di preserie.
Con la designazione di Type 99 Air-to-Air Missile, in giapponese Kyūkyū shiki kūtaikū yūdōdan, l'AAM-4 entrò in servizio nel 1999, anche se ottenne la IOC (Initial Operational Capability) solo nel 2007, quando fu assegnato in dotazione a un reparto di aerei da caccia McDonnell Douglas F-15J Eagle, con ognuno di questi velivoli che poteva trasportare un massimo di sei armi.

## Descrizione tecnica
Il missile Mitsubishi AAM-4 ha un diametro di 20,3 cm, un'apertura alare di 80 cm, è lungo 3,66 m, e pesa al lancio 220 kg. Il motore bistadio consente di raggiungere una velocità variabile tra Mach 4 e 5 a seconda della velocità e della quota di lancio, e una gittata di 100 km. L'arma è dotata di un radar attivo ad alta potenza, dotato di capacità di inseguimento di più bersagli contemporaneamente, ed efficaci sistemi ECCM (Electronic Counter Counter Measure). Inoltre vi è un sistema inerziale di navigazione laser con capacità di aggiornamento a metà del volo via data-link. La testata bellica è del tipo "adattativo", in grado quindi di regolare lo scoppio secondo il tipo di bersaglio e la direzione dell'impatto, mentre la spoletta è radar attiva.

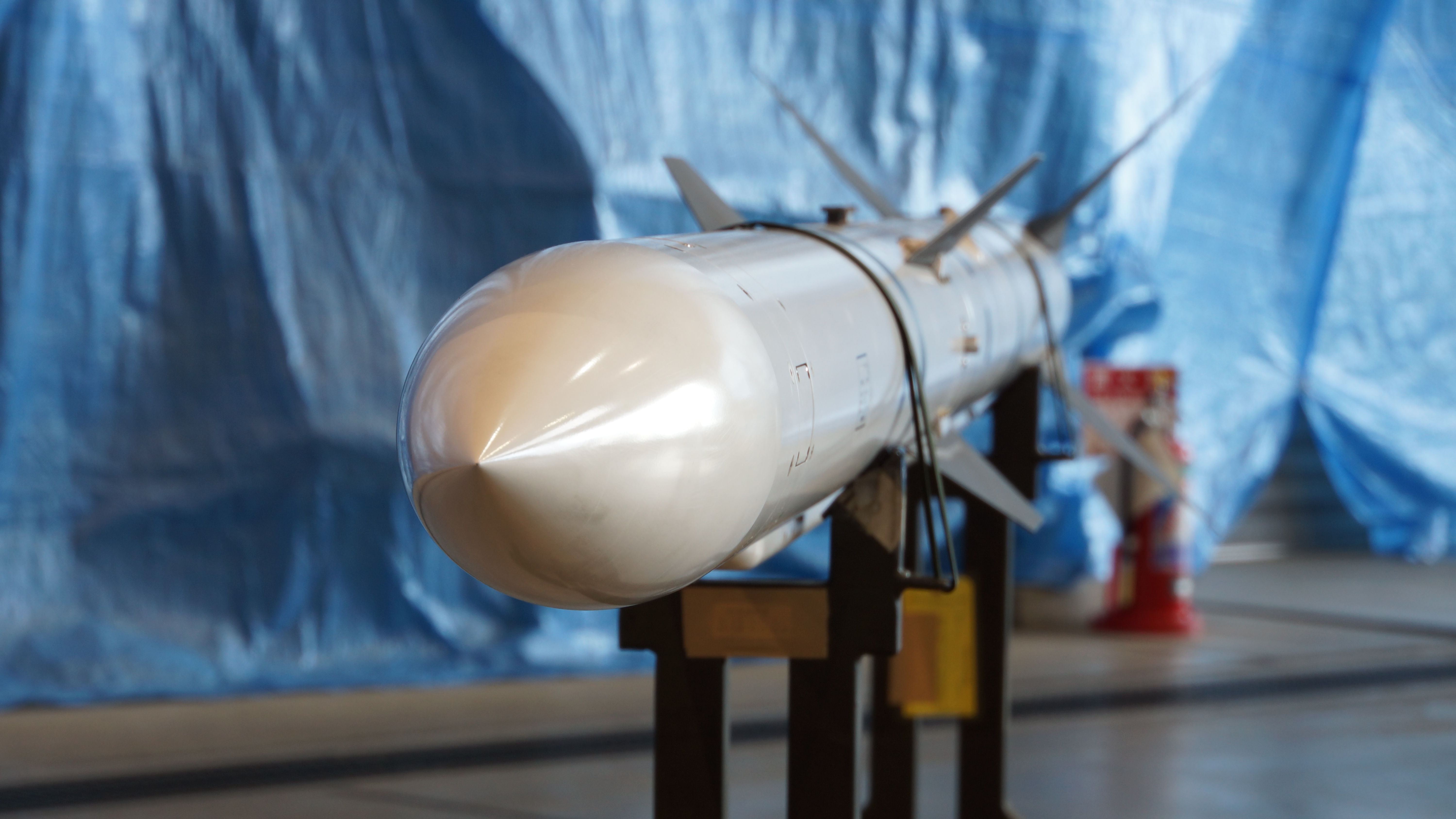
Vista frontale di un missile AAM-4.

## Impiego operativo

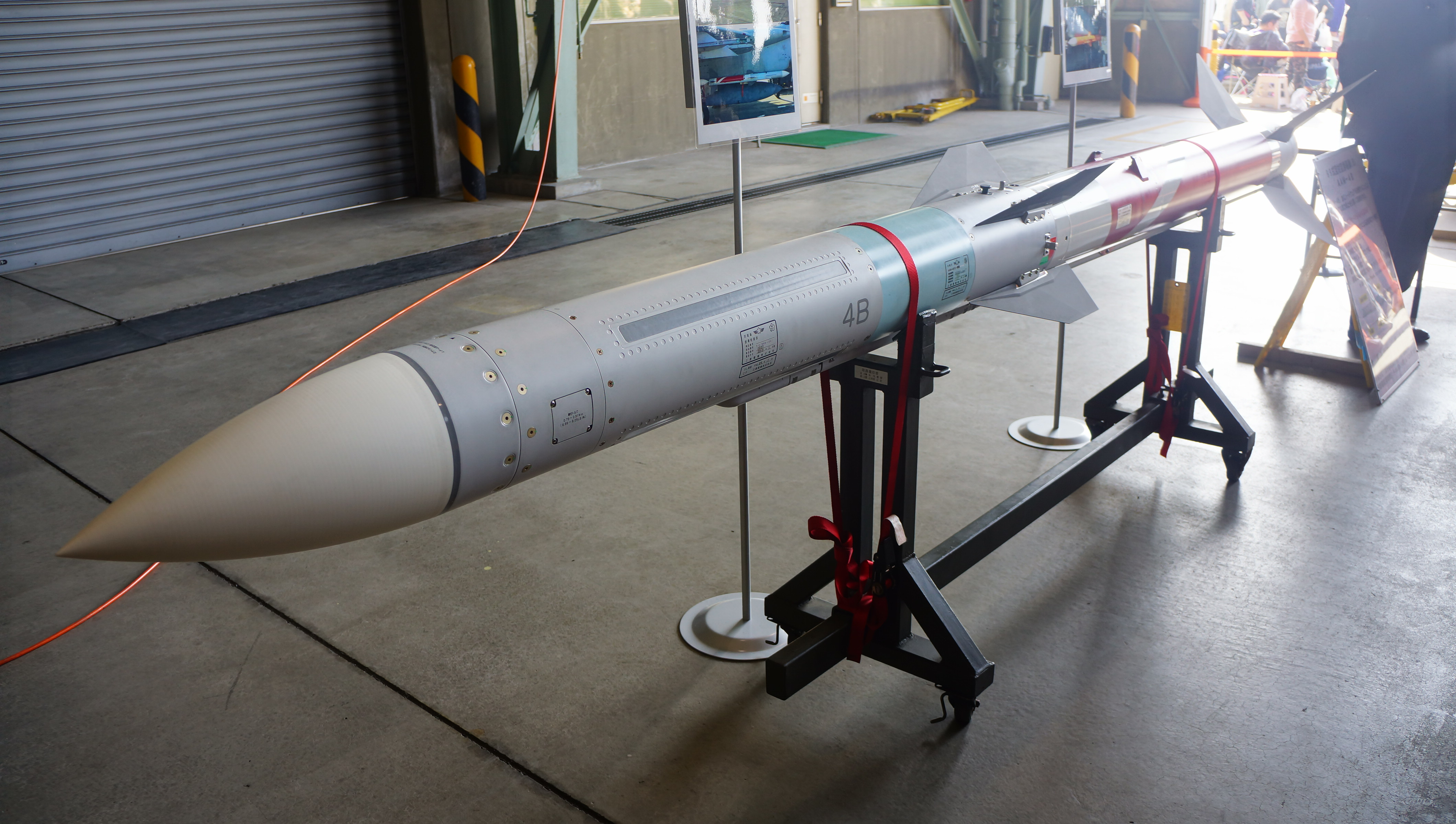
Il prototipo del missile aria-aria AAM-4B.

Dichiarato pienamente operativo nel 2007, l'arma venne messa in produzione per essere installata sui caccia McDonnell Douglas F-15J Eagle e Mitsubishi F-2.
Con la convinzione di potere migliorare le prestazioni del missile, nel 2002 la Mitsubishi Electric avviò lo sviluppo di una nuova versione dell'arma, designata AAM-4B, che fu terminato nel 2008. Questa versione entrò in produzione nel 2010 per essere impiegata sui caccia F-15J e F-2A 
Il missile AAM-4B introduceva per la prima volta al mondo l'utilizzo su un missile aria-aria di un radar AESA (Active Electronically Scanned Array). Il seeker di nuova produzione, operante in banda Ka, consentiva un migliore rilevamento dei bersagli, compresi gli aerei stealth, e non veniva in alcun modo influenzato dalla "beaming maneuvre" effettuata dai velivoli per sganciarsi. Il nuovo radar era dotato di sistema ECCM che gli consentiva mantenere l'acquisizione del bersaglio anche se quest'ultimo faceva uso di contromisure elettroniche. Il missile AAM-4B poteva entrare in modalità autonoma con un raggio del 40% superiore a quello dell'AIM-120B, aveva un raggio d'azione di 120 km, e una velocità massima di 5 Mach.

## Versioni
- AAM-4: prima versione di serie, dotata di una gittata di 100 km, entrata in servizio nel 1999.
- AAM-4B: versione migliorata introdotta nel 2010 dotata di radar AESA con frequenza millimetrica in banda Ka,[N 3][8] e raggio d'azione di 120 km.[9]
- XRIM-4: Variante per il lancio di unità navali di superficie. Questo progetto era stato inizialmente annullato, ma poi ripreso nel 2016.[10]

## Utilizzatori
Giappone
Kōkū Jieitai

### Annotazioni
1. ↑  Per l'impiego con questo velivolo fu necessario aggiornare il radar J/APG-1 con il nuovo radar J/APG-2 su circa 60 aerei della versione monoposto F-2A.
2. ↑  Si trattava di una virata a 90°, tangenziale all'antenna del radar del missile, che cancellava la traccia radar dell'aereo e faceva quindi perdere l'acquisizione del bersaglio.
3. ↑  Questo radar è utilizzato anche sul missile antinave lanciato da terra Mitsubishi SSM.

### Fonti
1. 1 2 3  Cliff 2015, p. 308.
2. ↑  Martorella 2020, p. 62.
3. 1 2 3  Bitzinger 2016, p. 24.
4. ↑  Global Security.
5. 1 2 3 4 5 6 7 8  Martorella 2020, p. 63.
6. 1 2 3 4  Martorella 2016, p. 62.
7. ↑  Martorella 2016, p. 63.
8. ↑  Defense Agency Technical Research & Development Institute 50 Years of History, II 技術研究開発 8.第3研究所(II Technology Research and Development 8. Third laboratory) TRDI50_10.pdf file page.278-279 - Japan National Diet Library, 2002
9. ↑  Japan Upgrading 60 F-2s With AAM-4, J/APG-2
10. ↑  JMSDF Resurrecting XRIM-4 Naval Surface-Launched Variant of AAM-4 Archiviato il 18 settembre 2016 in Internet Archive. - Navyrecognition.com, 5 September 2016